# Balthasar Bidembach

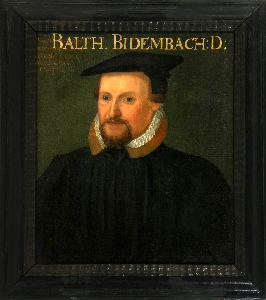
Balthasar Bidembach

Balthasar Bidembach (auch Bidenbach; * 14. Januar 1533 in Grünberg; † 17. August 1578 in Stuttgart) war ein deutscher evangelischer Theologe.

## Leben
Als Sohn des Amtskellers Johann Bidembach und der Elisabeth von Petershain wurde Balthasar Bidembach am 14. Januar 1533 in Grünberg geboren. Er besuchte seit Ende 1545 das Evangelische Stift Tübingen und bezog am 12. Dezember 1547 die Universität Tübingen. Sein Stipendium erhielt er am folgenden Tage. Baccalaureus wurde er am 7. April 1549, Magister artium am 4. Februar 1551. Nach dem Studium ernannte man ihn zum Superintendenten sowie zum Dekan in Blaubeuren. Im Herbst 1561 beteiligte er sich in Frankreich an einem Religionsgespräch, das das Ende der Verfolgung von Protestanten in Frankreich einleiten sollte, scheiterte jedoch. Dennoch verlieh ihm die Universität Paris wegen seiner Teilnahme am Gespräch den Doktor-Grad. In Stuttgart war Bidembach seit 1562 als Hofprediger sowie als Konsistorialrat und ab 1571 als Stiftspropst tätig. Er beteiligte sich zwischen 1556 und 1559 219 mal an Sitzungen des Konsistoriums, die dienstags und freitags stattfanden. Am Maulbronner Religionsgespräch nahm er auch teil. Herzog Ludwig setzte Bidembach am 25. November 1576 als Prediger an der Heilig-Geist-Kirche in Heidelberg ein. Er war Nachfolger des Caspar Olevian, der im Zuge der „Relutheranisierungsbestrebungen“ entlassen worden war. Allerdings war zunächst vorgesehen, dass Dietrich Schnepf die Predigerstelle bekommt. Im Juni 1577 schließlich gab Bidembach die Stelle recht erfolgreich wieder ab. Ferner sorgte er für eine Neusortierung der Tübinger Schlossbibliothek. Am 17. August 1578 verstarb Bidembach in Stuttgart; er litt, wie sein Bruder Wilhelm Bidembach, an Melancholie (nach heutigen Maßstäben eine Depression). Er hinterließ mehrere Kinder: Christoph Bidembach († 1622) Daniel Bidembach (1556–1626), Jakob Bidembach und Anna Maria Bidembach (1570– um 1605), die aus der Ehe mit Rosina Kraus, einer Tochter des Leonberger Vogts Hans Kraus, entstammten.

## Werke
- Der grimmig Tod mit seinem Pfeil
- Leichpredigt bey der Begrebnuss des Herrn Eberhardten Hertzogen zu Würtemberg durch Balthasarn Bidenbach (Tübingen 1568)
- Psalter Davids (Frankfurt 1569)
- Kurtzer unnd warhafftiger Bericht von dem hochlöblichen und Christlichen leben, auch seligem absterben, Weilundt des Durchleuchtigen, Hochgebornen Fürsten unnd Herrn, Herrn Christoffen, Hertzogen zu Wirtemberg […] Durch Ihr F.G. Hofprediger, Balthasar Bidenbach, getrewlich verfaßt (Tübingen 1570)
- Praktische Auslegung der Samuelis-Bücher (Leipzig 1605)
- Schwanengesang: das ist Christliche, Troestliche unnd gruendtliche Predigten an der Zahl CXXII uber die gantze Epistel Pauli an die Römer gestellt durch […] Balthasar Bidembach. In offentlichen Truck verfertiget durch […] Georgium Vitum (Frankfurt am Main 1615)